# Les Verneys
 (juillet 2017).
Si vous disposez d'ouvrages ou d'articles de référence ou si vous connaissez des sites web de qualité traitant du thème abordé ici, merci de compléter l'article en donnant les références utiles à sa vérifiabilité et en les liant à la section « Notes et références ».
Pour les articles homonymes, voir Verney.
Les Verneys est un hameau de la commune française de Valloire, dans le département de la Savoie.
Situé sur un versant est, entre le massif des Ratissières (à l'ouest), et celui de la Sétaz (à l'est), dans la vallée du torrent de la Valloirette, il est l'unique hameau de Valloire à être traversé par la route départementale menant au col du Galibier à 1 557 m d'altitude.
On suppose que le nom du village est lié à l'abondance de Vernes (Aulne) dans ce secteur. Il est par ailleurs le principal village du secteur appelé "Tiers dessus".

## Agriculture
Avant le déclin agricole qui est apparu à partir des années 1930 avec le développement touristique, l'intégralité des habitants vivaient de l'agriculture. Les Verneys est l'un des seuls villages de Valloire qui ne dispose pas d'alpages à proximité, les alpages les plus proches étaient en majorité exploités par les habitants des villages voisins comme ceux de La Ruaz, des Clots, de La Rivine ou de Bonnenuit. C'est pourquoi, la majeure partie des Verneyrois étaient contraints d'exploiter des alpages éloignés comme ceux de Plan Lachat, du Galibier ou de la Lauzette.

## Passé minier
En face des Verneys, sur les pentes du massif de la Sétaz, on peut encore observer les traces d'exploitation minière du charbon. 
L'exploitation de ce site date du siècle dernier, il se trouve au lieu-dit "Cielu".

## Passé scolaire
L'école des Verneys qui a fermé à la fin des années 1960 a été la dernière des hameaux de Valloire. À sa création, elle accueillait les élèves des Verneys, des Choseaux Verneys et de la Ruaz; dans ses dernières années elle regroupait aussi ceux de la Rivine et de Bonnenuit.

## La chapelle
Chaque année le village, placé sous le patronage de Saint Claude, organise une fête pour la Pentecôte. Au centre de village est bâtie une chapelle dédiée à ce saint, celle-ci a été fondée en 1700. De nos jours, la chapelle des Verneys est en bon état (restauration en 1980), elle possède un autel en bronze avec bas-reliefs, œuvre d'Étienne Tabur (1803-1868).
Sur les gradins: les statues de St Roch et de St Martin, de chaque côté, les statues de la Vierge et de Jeanne d'Arc, ex-voto. Présence d'un vieux lustre et d'un tableau sur toile, don de V-C Michelland, représentant la nativité, et en dessous, St Gras, St Vincent et St Claude.
À l'occasion de la fête des Verneys, le four banal est mis en service.

## Lieux touristiques
L'hiver, l'accès au domaine skiable de Valloire - Valmeinier (Galibier-Thabor) peut se faire depuis les Verneys grâce à un télésiège, le village possède également un téléski, un jardin d'enfants, deux hôtels, centres de vacances, locations de ski, boulangerie et plusieurs restaurants. Le départ des pistes de ski de fond se fait principalement depuis les Verneys, l'été, ce plateau sert de golf. Le village est également le point de départ de randonnées vers le Refuge des Aiguilles d'Arves en passant par la Rivine ou par le Plan des clots. 
Il est surplombé par des alpages importants: Le Vallon et le Plan des Clots (2 200 m), et Beaujournal - Les Balais (1 850 m), où sont visibles quelques ruines de chalets encore habités au début du siècle pendant la période estivale. Ces alpages disposent d'une vue plongeante sur la vallée de la Valloirette et sur le Galibier, ils sont notamment très appréciés des randonneurs l'été par le sentier du « balcon des Balais ».